# Ельч-Лясковице (гмина)
Ельч-Лясковице (пол. Jelcz-Laskowice) — городско-сельская гмина (волость) в Польше, входит как административная единица в Олавский повет, Нижнесилезское воеводство. Население — 21 481 человек (на 2004 год).

## Демография
| Перепись                       | Всего   | Всего | Женщины | Женщины | Мужчины | Мужчины |
| ------------------------------ | ------- | ----- | ------- | ------- | ------- | ------- |
| Единицы                        | человек | %     | человек | %       | человек | %       |
| Население                      | 21 481  | 100   | 10 854  | 50,5    | 10 627  | 49,5    |
| Плотность населения (чел./км²) | 127,8   | 127,8 | 64,6    | 64,6    | 63,2    | 63,2    |

## Поселения
1. Ельч-Лясковице
2. Бискупице-Олавске
3. Бжезинки
4. Хваловице
5. Дембина
6. Дзюплина
7. Грендзина
8. Копалина
9. Ленг
10. Милоцице
11. Милоцице-Мале
12. Милошице
13. Минковице-Олавске
14. Новы-Двур
15. Пекары
16. Вуйцице

## Соседние гмины
1. Гмина Берутув
2. Гмина Черница
3. Гмина Любша
4. Гмина Намыслув
5. Гмина Олесница
6. Гмина Олава
7. Олава